# Night and Day Concert
Il Night and Day Concert è un concerto dell'artista britannico Elton John, tenutosi al Wembley Stadium di Londra il 30 giugno 1984. La data londinese era parte integrante del Breaking Hearts Tour, volto a promuovere l'omonimo album. Comunque, furono eseguite solo due tracce di questo LP: Restless e Sad Songs (Say So Much).
Per tutta la durata del concerto spiccò la Elton John Band dei tempi d'oro, formata dal bassista Dee Murray, dal chitarrista Davey Johnstone e dal batterista Nigel Olsson.
Nel 1985 il concerto fu distribuito ufficialmente in 2 VHS; la prima, della durata di 54 minuti, si chiamava The Afternoon Concert e includeva il concerto tenutosi nelle ore pomeridiane della giornata. La seconda era invece intitolata The Night Time Concert, durava 53 minuti e includeva le ore serali dell'evento. Dalle videocassette vennero esclusi 3 pezzi: Tiny Dancer, Philadelphia Freedom e One More Arrow.
Restless e I'm Still Standing saranno inserite come tracce bonus nella ristampa rimasterizzata del 1998 dell'album Ice on Fire, mentre Sorry Seems to Be the Hardest Word costituirà la B-side del singolo 7" Nikita.

## The Afternoon Concert (VHS 1)
- Hercules
- Rocket Man
- Daniel
- Restless
- Candle in the Wind
- The Bitch Is Back
- Don't Let the Sun Go Down on Me
- Sad Songs (Say So Much)
- Bennie and the Jets

## The Night Time Concert (VHS 2)
- Sorry Seems to Be the Hardest Word
- Medley: Blue Eyes/I Guess That's Why They Call It the Blues
- Kiss the Bride
- Too Low for Zero
- I'm Still Standing
- Your Song
- Saturday Night's Alright (For Fighting)
- Goodbye Yellow Brick Road
- Crocodile Rock
- Medley: Whole Lotta Shakin' Goin On/I Saw Her Standing There/Twist and Shout

## Il concerto per intero
- Tiny Dancer
- Hercules
- Rocket Man
- Daniel
- Restless
- Candle in the Wind
- The Bitch Is Back
- Don't Let the Sun Go Down on Me
- Sad Songs (Say So Much)
- Bennie and the Jets
- Sorry Seems to Be the Hardest Word
- Philadelphia Freedom
- Medley: Blue Eyes/I Guess That's Why They Call It the Blues
- Kiss the Bride
- One More Arrow
- Too Low for Zero
- I'm Still Standing
- Your Song
- Saturday Night's Alright (For Fighting)
- Goodbye Yellow Brick Road
- Crocodile Rock
- Medley: Whole Lotta Shakin' Goin On/I Saw Her Standing There/Twist and Shout